# فرودگاه لیک پلسید
فرودگاه لیک پلسید  (به انگلیسی: Lake Placid Airport) یک فرودگاه همگانی بهره‌برداری هوایی با کد یاتا LKP است که یک باند فرود آسفالت دارد و طول باند آن ۱۲۸۰ متر است. این فرودگاه در شهر لیک پلاسید (نیویورک) کشور ایالات متحده آمریکا قرار دارد و در ارتفاع ۵۳۲ متری از سطح دریا واقع شده است.